# Đurin Potok
Đurin Potok is een plaats in de gemeente Cetingrad in de Kroatische provincie Karlovac. De plaats telt 74 inwoners (2001).